# Melaleuca globifera
Melaleuca globifera är en myrtenväxtart som beskrevs av Robert Brown. Melaleuca globifera ingår i släktet Melaleuca och familjen myrtenväxter. Inga underarter finns listade i Catalogue of Life.